# Blarinella wardi
Blarinella wardi је сисар из реда Soricomorpha. 

## Угроженост
Ова врста је наведена као последња брига, јер има широко распрострањење и честа је врста.

## Распрострањење
Ареал врсте је ограничен на две државе. Јужна Кина (Јунан) и Бурма су једина позната природна станишта врсте.

## Станиште
Станиште врсте су шуме. 
Врста је по висини распрострањена до 3000 метара надморске висине. 